# Чиншевая шляхта
Чиншевая шляхта — шляхта, живущая на чиншевых землях (в Речи Посполитой и Российской империи). 
Дробление шляхетской поземельной собственности вследствие дележа между сонаследниками влекло за собой обеднение этого класса. В XVI в. были бедные шляхтичи (nobiles pauperes), имевшие всего только 1/12 лана, состояние которых было гораздо хуже состояния крестьян-чиншевиков; было много и безземельных шляхтичей, хватавшихся за крестьянское занятие, чтобы только прокормиться. Эти бедняки снимали землю на чиншевых условиях, хотя такой труд считался позорным для родовитого человека. По образу жизни, привычкам и умственному развитию мелкопоместная шляхта, владеющая своей собственной или чужой землей, ничем почти не отличалась от крестьян. 
Магнаты, нуждавшиеся в земледельцах для обработки своих громадных имений, охотно пользовались трудом бедной шляхты, а иногда и прямо прибегали к насилию, чтобы обратить ее в зависимый земледельческий класс. Магнатами руководили при этом и соображения политического свойства. Такие шляхтичи являлись наиболее подходящим орудием для приобретения влияния в государственных делах: на сеймах они голосовали так, как угодно было магнату, составляли вместе с ним угодные ему конфедерации и шли туда, куда он их вёл. Этот класс развивается особенно сильно в XVII и XVIII веках.
Понимая вред, проистекавший для государства от влияния магнатов на бедную шляхту, Четырёхлетний сейм значительно стеснил право участия ее в политической жизни страны, разрешив пользоваться избирательным правом только пожизненным поземельным владельцам, платящим не менее 100 злотых поземельной подати. 
Юридическое положение чиншевой шляхты в Российской империи после разделов Речи Посполитой оставалось неизменным до 1831 года. Указом 31 декабря этого года все шляхтичи, которые не в состоянии были доказать истинности своего шляхетского происхождения, были включены, смотря по месту жительства, или в сословие мещан, или в класс однодворцев. 
С введением в 1840-х годах в северо— и юго-западных губерниях Свода Законов литовский статут и польские конституции потеряли свою силу; чиншевое право, однако, сохранилось, а вместе с тем продолжала существовать и чиншевая шляхта.